# 東京基督教大学の人物一覧
東京基督教大学の人物一覧（とうきょうきりすときょうだいがくのじんぶついちらん）は、東京基督教大学に関係する人物の一覧記事である。

## 歴代学長
- 初代：丸山忠孝（1990年 - 1998年）
- 第2代：木内伸嘉（1998年 - 1999年）
- 第3代：ステパノ・フランクリン（1999年 - 2006年）
- 第4代：倉沢正則（2006年 - 2014年）
- 第5代：小林高徳（2014年 - 2017年）
- 代行：大和昌平（2017年）
- 代行/第6代：山口陽一（2018年 - ）

## 教師

### 現職
- 倉沢正則（宣教学）
- ステパノ・フランクリン（哲学・神学）
- 木内伸嘉（旧約学、ヘブル語）
- 伊藤明生（新約学、ギリシア語）
- 櫻井圀郎（組織神学、法学）
- 稲垣久和（キリスト教哲学、公共福祉学）
- 大和昌平（実践神学、東洋思想への弁証）
- 中澤秀一（介護福祉概論、介護過程）

### 退職
- 田辺滋
- 野畑新兵衛
- 樋口信平
- 丸山忠孝（1973年 - 2003年）（教会史、教理史）
- 湊晶子（1966年 - 1999年）（教会史）
- 黒川知文（1988年 - 1996年）（世界史）
- 松本曜（1992年 - 1995年）（英語、言語学）
- 宇田進（1956年 - 1999年）（組織神学）
- 西満（1969年 - 1997年）（旧約学）
- 丹羽喬（1958年 - 1993年）（新約学）
- 服部嘉明（1987年 - 1994年）（旧約学）
- ハロルド・ネットランド（1990年 - 1996年）（宣教学、組織神学）
- 島田法子（1988年 - 1992年）（英語）
- 小林高徳（新約学）
- 西岡力（韓国語）

## 著名な出身者

### 同盟聖書学院(1950-1954)
- 岡村又男（牧師、神学校教師）同盟聖書学院第2回生、1954年卒

### 日本クリスチャン・カレッヂ（1955年 - 1966年）
- 岡本三夫（平和学者、広島修道大学名誉教授）、日本クリスチャン・カレッヂ4回生、1959年卒
- 吉持章（日本同盟基督教団・平和台恵キリスト教会牧師）日本クリスチャン・カレッヂ4回生、1959年卒
- 西満（東京基督教大学元教授、日本同盟基督教団・和泉福音教会牧師）日本クリスチャン・カレッヂ6回生、1961年卒
- 宮村武夫（日本福音キリスト教会連合・首里福音教会元牧師）、日本クリスチャン・カレッヂ7回生、1962年卒
- 朝岡茂（日本同盟基督教団・土浦めぐみ教会牧師）日本クリスチャン・カレッヂ第9回生、1964年卒
- 藤原導夫（日本バプテスト教会連合・市川北バプテスト教会牧師）日本クリスチャン・カレッヂ第14回生、1969年卒

### 東京基督教短期大学（1966年 - 1989年）
- 新垣勉（声楽家）東京キリスト教短期大学第9回卒、1977年卒